# 유미흉
유미흉(乳糜胸, 영어: chylothorax) 또는 암죽가슴증은 지질이 풍부한 림프의 일종인 유미가 가슴막안에 비정상적으로 축적된 상태이다. 소화계의 림프관은 일반적으로 가슴림프관을 통해 작은창자에서 흡수된 지질을 되돌려 보내며, 가슴림프관은 식도 뒤쪽으로 올라가 왼쪽 팔머리정맥을 통해 체순환계로 들어간다. 폐색이나 파열로 인해 정상적인 가슴림프관의 액체 배출이 중단되면 유미가 음압 상태인 가슴막안으로 새어 나가 축적될 수 있다. 정상적인 식단을 섭취하는 사람들의 경우 유미에 유화(emulsified) 트라이글리세라이드가 포함되어 있기 때문에 모인 액체는 탁하고 우유와 비슷한 흰색으로 보일 수 있다.
유미흉은 가슴림프관이나 그 지류 중 하나에서 유미가 새는 현상이기 때문에 드물지만 심각한 병이다. 치료법은 수술과 보존적 치료법이 다양하게 존재한다. 폐 주변에 체액이 고이는 현상(가슴막 삼출) 중 약 2-3%가 유미흉이다. 유미흉과 유사한 가성유미흉(콜레스테롤 수치가 높은 흉수)을 구별하는 것이 중요하다. 이 흉수는 유미흉과 보기에는 비슷하지만 좀 더 만성인 염증에 의해 발생하고 치료도 다르게 시행해야 한다. 또한 유미흉은 개와 고양이, 말 등의 동물에서 나타날 수 있다.

## 징후 및 증상
유미흉의 증상은 그 크기와 근본적인 발생 원인에 따라 다르다. 작은 유미흉은 증상을 일으키지 않을 수 있으며, 유미흉 이외의 다른 이유로 수행한 단순 가슴 방사선 사진(흉부 엑스레이)에서만 우연히 발견될 수 있다. 큰 유미흉은 폐에 들어찬 체액이 폐의 팽창을 방해하여 숨이 차거나 가슴에 압박감을 유발할 수 있지만, 유미가 천천히 축적되면 폐가 압력에 적응할 시간이 있었기 때문에 증상이 나타나지 않을 수 있다. 유미가 자체적으로 염증을 일으키지는 않기 때문에 발열이나 흉통은 일반적으로 유미흉과 관련이 없다.
검사에서 유미흉은 가슴을 톡톡 두드리거나 타진할 때 둔탁한 소리와 함께, 영향을 받은 쪽 가슴에서 감소된 호흡음으로 나타날 수 있다. 수술 후 나타나는 유미흉의 경우 첫 번째로 나타나는 소견은 갈비뼈사이에서 나타나는 지속적인 배액(drainage)이다. 큰 유미흉은 영양실조의 특징이나 감염에 대항하는 능력 감소 등, 영양소 손실과 관련된 징후를 일으킬 수 있다. 빠르게 축적되는 유미흉은 혈액량을 급격히 감소시켜 저혈압의 원인이 될 수 있다.

## 원인
유미흉에는 외상성, 비외상성, 특발성의 세 가지 주요 유형이 있다. 역사적으로 유미흉의 가장 흔한 형태는 비외상성이었지만, 현재는 외상성 유미흉이 다수이다. 대부분의 외상성 유미흉은 수술 후 합병증으로 발생한다. 비외상성 유미흉의 가장 흔한 원인은 암이다. 특발성은 원인 불명인 경우를 말한다. 유미흉은 유미의 축적 속도에 따라 분류할 수도 있다. 정도가 덜한(low-output) 유미흉은 24시간당 500mL보다 적은 유미를 축적하지만 심한 유미흉은 24시간당 1000mL 넘는 유미를 축적한다.

### 비외상성
악성 종양은 비외상성 유미흉의 가장 흔한 원인이다. 만성 림프모구 백혈병, 폐암, 림프종, 카포시육종, 전이성 암종, 식도암 등은 유미흉의 잠재적인 원인이다. 감염으로 인한 유미흉도 관찰되며 대부분 개발도상국에서 발생한다. 감염성 유미흉의 가장 흔한 원인은 결핵성 림프절염의 합병증이다. 원인이 될 수 있는 다른 감염에는 대동맥염, 히스토플라스마증, 사상충증이 있다. 유미흉은 선천적일 수도 있으며, 림프관확장증이나 림프관종증과 같은 다른 림프 기형과 함께 발생할 수 있다. 결절성 경화증, 선천성 심장병, 다운 증후군(21번 염색체 삼염색체증), 누난 증후군, 터너 증후군(X 염색체 결손)과 같은 다른 질병도 선천성 유미흉의 원인이 될 수 있다. 그밖에 선천성 유미흉의 드문 원인으로는 캐슬만병, 황색 손발톱 증후군, 발덴스트롬 거대글로불린혈증, 사르코이드증, 정맥혈전증, 방사선 치료, 거대글로불린혈증, 아밀로이드증, 갑상선종이 있다. 이러한 질병은 가슴림프관을 막거나 파괴하여 유미흉을 유발한다. 또한 비경구적 영양이 원인이 될 수 있다. 비경구적 영양의 급속 투여는 가슴림프관에 지나친 부하를 가하여 유미가 주변 가슴막안으로 누출되도록 할 수 있다.

### 외상성
수술 후 발생하는 의원성 유미흉은 유미흉의 가장 흔한 변종이다. 폐절제술 이후에 흔하지만 심각한 합병증으로 나타날 수 있다. 박리가 필요한 수술에서 특히 흔히 발생한다. 유미흉의 확률은 수술 유형에 따라 다르다. 유미흉의 위험이 가장 높은 수술은 유미흉의 위험이 5-10%인 식도 개구술(esophagostomy)이다. 폐 절제술과 가슴세로칸 결절 절제술은 3-7%의 위험으로 두 번째로 높은 위험을 가지고 있다. 세로칸종양 절제술, 가슴 동맥류 복구, 교감신경절제술, 그 외 기타 목 아래나 가슴세로칸에서 시행하는 수술 등은 유미흉으로 이어질 수 있다. 수술 후가 아닌 외상으로 인한 유미흉은 중심정맥관 삽입, 인공심박조율기 이식, 폐의 동정맥 기형으로 인한 색전술 후에 나타날 수 있다. 가슴 부위의 둔기에 의한 외상은 유미흉의 또 다른 원인으로, 폭발외상 이후에 발생하고 기침이나 재채기로 인한 단순한 부상도 있다.

## 기전
유미흉의 주요 기전은 가슴림프관에서 유미가 누출되는 것으로, 일반적으로 가슴림프관의 구조에 영향을 미치는 장애로 인해 발생한다. 예를 들어, 중심 정맥 카테터를 삽입하면 잠재적으로 빗장밑정맥으로 가슴림프관이 림프를 배출하는 것을 방해하고, 결국 유미흉을 유발할 수 있다. 림프 흐름이 방해되면 가슴림프관의 압력이 증가하고, 곧 곁으로 흐르는 통로가 형성되어 가슴으로 배출된다. 가슴림프관에 영향을 미치는 외상은 가장 흔한 림프 흐름을 방해하는 기전이다.
유미흉이 어느 쪽 가슴막안에서 발생하는지는 가슴림프관의 해부학적 위치가 영향을 미치며, 가슴림프관이 손상된 높이에 따라 달라진다. 다섯째 등뼈 위에서 가슴림프관이 손상되면 왼쪽 유미흉이 생긴다. 반대로, 그보다 낮은 높이에서 가슴림프관이 손상되면 오른쪽에 유미흉이 형성된다. 유미흉은 오른쪽 가슴막안에서 가장 흔하게 발생한다(사례의 50%). 왼쪽, 또는 양쪽 유미흉은 비교적 덜 흔하며 각각 사례의 33%, 17%를 차지한다.
암 환자의 경우 암이 가슴림프관이나 곁의 림프관으로 침범해 림프가 막힐 수 있다. 세로칸 림프절병증의 경우 림프절이 커져 림프관을 압박한다. 림프관이 눌리면 폐 실질과 가슴막 표면의 가장자리에서 림프를 내보내는 것을 방해한다. 이로 인해 유미가 가슴막안으로 광범위하게 스며들어 유미흉을 유발한다. 황색 손발톱 증후군이나 림프부종의 경우 유미흉은 림프관의 저형성증이나 확장으로 인해 발생한다. 간 유미흉과 같은 드문 경우에 유미로 인한 복수는 가로막을 가로질러 가슴안으로 들어간다. 유전적 장애와 같은 특발성의 경우 그 기전은 알려져 있지 않다. 매일 최대 3리터의 유미가 가슴막안으로 쉽게 배출될 수 있다.

## 진단

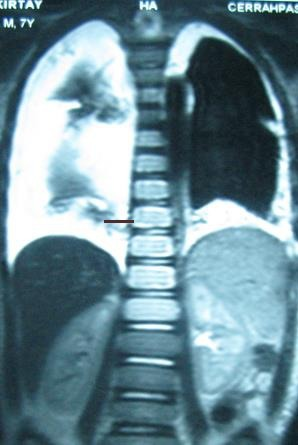
가슴 MRI에서 보이는 양측 유미흉

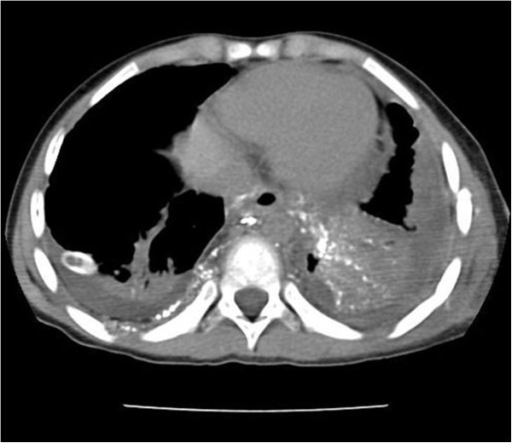
가슴림프관에서의 누출로 인한 광범위한 유미흉을 보여주는 CT 스캔.

가슴 엑스레이(CXR)로 유미흉을 발견할 수 있다. 유미흉은 엑스레이상에서 갈비가로막각과 심장가로막각을 가리는 조밀하고 균일한 영역으로 나타난다. 초음파 영상에서도 유미흉을 발견할 수 있다. 초음파 영상에서 유미흉은 격벽(septation)이나 소방의 형성(loculation)이 없는 등밀도(isodense) 영역으로 나타난다. 그러나 보통의 가슴 엑스레이나 초음파 검사로는 유미흉을 다른 유형의 흉수와 구별할 수 없다.

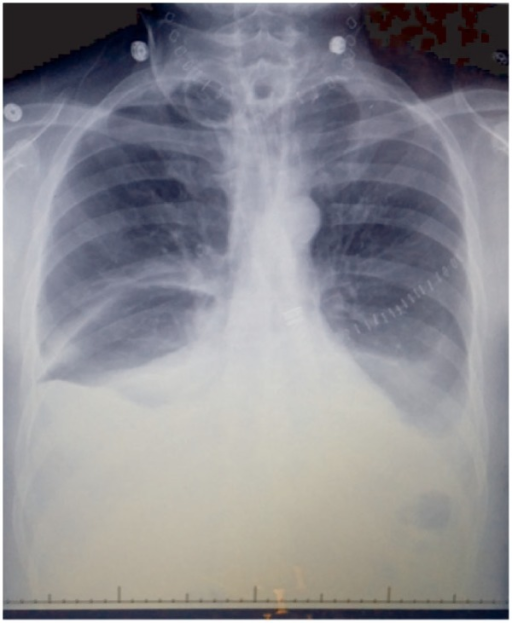
양측 유미흉을 보여주는 가슴 엑스레이

가슴림프관팽대는 가슴 MRI에서 발견할 수 있어 유미흉을 MRI를 통해 확인할 수 있다. 그러나 MRI는 흉부를 스캔하는 이상적인 방법이 아니므로 거의 사용되지 않는다. 또 다른 진단 기술은 림프관 조영술이지만, 유미흉 식별에 비슷한 민감성을 가지면서도 덜 침습적인 기술이 있기 때문에 거의 사용되지 않는다. 림프관 조영술에서는 조영제인 리피오돌을 사용하여 림프관에 주입한다. 조영제를 통해 유미흉이 이미지에 나타나고 가슴림프관의 누출 원인을 식별할 수 있게 된다.
더 일반적으로 사용되는 또 다른 유형의 림프관 조영술은 림프스캔 검사(nuclear lymphoscintigraphy)이다. 림프스캔 검사를 시행 시에는 Tc99m이라고 표시된 사람 펜테트산을 발등 양쪽의 피하 병변에 주사해야 한다. 그 다음 감마선 카메라를 사용하여 앞쪽과 뒤쪽의 두 사진을 얻는다. 이 검사는 보다 정확한 이미지를 얻기 위해 광자 방출이 있는 통합 저선량 CT 스캔과 함께 사용할 수 있다. 가슴막삼출이 감지되면 가슴천자가 권장된다.
유미흉에서 축적된 액체는 유백색(milky), 장액성(serous), 장액혈액성(serosanguineous)으로 나타날 수 있다. 유미흉에서도 액체가 유백색이 아닐 수 있으므로, 색깔이 유백색이 아닌 경우에도 유미흉을 고려 대상에서 제외하지 않는다. 유미는 트라이글리세라이드가 풍부하기 때문에, 트라이글리세라이드가 풍부한(>110mg/dL) 가슴막삼출이 발생했을 시 유미흉을 확인할 수 있다. 반대로 트라이글라이세리드 함량이 낮은(<50mg/dL) 가슴막삼출액이 나오면 사실상 유미흉을 진단에서 배제한다. 가슴막삼출액에 50-110mg/dL 사이의 트라이글라이세리드가 포함되어 있는 경우, 킬로미크론 양을 평가하기 위해 액체의 지질단백질 함량을 분석하는 것이 권장된다. 지질단백질 분석으로 액체에서 킬로미크론을 발견하면 유미흉을 진단할 수 있다. 유미흉은 일반적으로 삼출성이며 종종 많은 수의 림프구를 포함하고, 적은 젖산 탈수소효소(LDH)를 가지고 있다. 그러나 비정형 유미흉이 발생할 수 있으며, 14%의 경우에서 삼출성이 아닌 누출성이다. 가슴막삼출액이 유백색으로 나타나는 것은 가성유미흉(pseudochylothorax)와 농흉에서도 비슷하게 나타날 수 있으므로 유미흉을 확진하기에 충분하지 않다. 반대로, 액체가 유백색이 아니라고 해서 유미흉이 없는 것은 아니다. 유백색이 아니고 액체에서 장액이나 피가 보일 수 있기 때문이다.

## 치료
유미흉의 치료는 근본 원인에 따라 다르지만 식이 조절, 소마토스타틴, 옥트레오타이드, 미도드린, 시롤리무스 같은 유미 형성을 방지하는 약물, 가슴막유착술 등을 이용한다. 시행할 수 있는 외과적 치료에는 가슴림프관 결찰, 가슴막정맥 또는 가슴막배안 지름술(pleurovenous, or pleuroperitoneal shunt), 가슴 색전술이 있다.

### 초기 치료
유미흉의 초기 치료는 일반적으로 가슴막안에 차 있는 체액을 배출하는 것이다. 이는 유미가 폐에 가하는 압력으로 인해 손상된 폐 기능을 회복하는 데 필요할 수 있다. 큰 유미흉이 발생한 사람들은 손실된 영양소를 보충(특히 단백질과 전해질 손실을 교정)하기 위해 영양 지원이 필요할 수 있다. 영향을 받은 사람이 혈류역학적으로나 영양적으로 안정되면 특이적인 치료를 시작할 수 있다.

### 보존적 치료
유미흉에 시행 가능한 보존적 치료는 긴사슬 지방산, 특히 유리 지방산을 더 적게 포함하도록 식단을 변경하는 것이다. 유미가 이러한 지방산으로부터 형성되기 때문에 식단을 바꾸면 유미 형성이 감소하여 자발적으로 치유될 수도 있다. 그러나 지방산 섭취가 줄면서 시간이 지나면 지방 결핍과 영양실조로 이어질 수 있다. 이 단점을 보완하기 위해 짧은사슬과 중간사슬 지방산은 음식으로 섭취하고, 긴사슬 지방산은 정맥주사로 공급할 수 있다. 사슬이 짧은 경우 음식으로 섭취해도 괜찮은 이유는 탄소 수가 10개 이하인 지방산은 직접 간문맥계로 흡수되기 때문이다. 가정에서 사용하기 위한 가슴천자 및 유치 카테터(indwelling catheter)는 축적된 유미를 배출하는 데 사용된다. 악성 신생물로 인한 유미흉이 있는 경우 방사선 요법과 화학 요법 치료가 필요하다.

### 수술적 치료
수술은 외상 후, 의원성, 다른 치료에 반응하지 않는 경우 사용한다. 가슴림프관 결찰이라고 하는 침습적 외과적 개입에는 가슴림프관 폐쇄가 포함된다. 수술적 흉막유착술은 또 다른 선택지이며 환자가 보존적 치료에 반응하지 않고 수술적 개입의 대상이 아닌 경우 수행할 수 있다.
또 다른 치료 옵션은 pleuroperitoneal shunting(흉막강과 복강 사이의 지름길, 통로 형성)이다. 누출을 막는 수술은 신뢰할 수 없으므로 활석 흉막유착술이 권장된다. 림프종으로 인한 불응성 악성 유미흉 환자 19명을 대상으로 한 사례 연구에서 모든 환자에게 성공을 거두었다. 화학적 흉막유착술은 폐와 가슴벽을 자극하여 림프액의 누출을 막고 결과적으로 무균 염증을 유발하기 때문에 선택지 중 하나가 된다. 화학적 흉막유착술 시행 시 폐와 가슴벽이 융합되어 림프액이 가슴막안으로 누출되는 것을 방지한다.

## 예후
과거 유미흉의 사망률은 50%를 넘었으나, 치료가 개선되며 이환율과 사망률은 점차 감소했다. 악성, 양측, 만성 유미흉은 다른 유형에 비해 예후가 좋지 않다. 현재 수술로 치료할 경우 사망률과 이환율은 약 10%이다.

### 합병증
유미흉의 합병증에는 영양실조, 면역억제, 탈수, 호흡곤란 등이 있다. 합병증의 중증도는 유미가 얼마나 빨리 축적되는지, 크기는 어느 정도 되는지, 만성인지 여부에 따라 다르다.

## 역학
유미흉은 드물고 일반적으로 목이나 가슴세로칸 수술의 합병증으로 발생한다. 성별이나 연령 소인은 없다. 유미흉은 가슴 수술의 0.2-1%, 식도 절개술의 5-10%, 폐 절제술의 3-7%에서 발생한다.

## 다른 동물들에서

### 고양이와 개
고양이와 개 모두에서 유미흉이 발생할 수 있지만, 개보다 고양이에서 더 흔하게 나타난다. 고양이의 경우 순혈종, 특히 시암고양이나 히말라얀 품종에서 유미흉이 발생할 위험이 크며, 암컷과 수컷 모두 비슷한 정도로 발병한다. 기침은 유미흉에서 종종 첫 번째 증상으로 나타나며, 다른 가슴막 삼출 질병에서는 잘 나타나지 않는다. 또한, 개나 사람에 비해 고양이가 기침을 하는 질병은 적으므로 고양이 유미흉 진단에서 기침은 특히 중요한 단서가 될 수 있다. 그 외에 개나 고양이가 호흡곤란이나, 숨을 쉬는 데에 너무 많은 힘을 들이는 모습을 보일 수 있다. 진단에는 방사선촬영, 가슴막액 검사, 심장에 문제가 있는지 알아내기 위한 초음파 검사 등이 이용된다.
유미흉이 자연적으로 치유될 수 있기 때문에 관리 위주의 치료가 추천된다. 의료적 관리가 효과가 없다면 사람과 비슷하게 림프관 조영술, 가슴림프관 결찰, 가슴배막안 지름술, 심막절제술 등의 수술적 개입을 고려해야 한다. 원인으로는 림프 흐름을 방해하는 심장병이 흔하며, 가슴에 자란 종양도 원인이 될 수 있다. 전체의 50% 정도는 원인 불명의 특발성이다.

### 말
흔하진 않지만 말에게서도 유미흉이 발생할 수 있다. 망아지의 경우 호흡곤란, 빈호흡(호흡수 증가), 기침, 발열, 혼수 등이 임상 징후와 증상으로 나타난다. 액체는 일반적으로 냄새 없이 유백색으로 보인다. 타진에서 액체 구역이 관찰되고 폐음이 감소한다. 유미와 가성유미를 구별하는 방법은 원심분리로, 유미는 원심분리 후에도 불투명하다. 말의 유미흉 치료에 대한 정보는 많지 않다. 보조치료, 항균제, 가슴 배액, 식단 관리가 성공적으로 사용되었다. 치료 성공 사례가 보고되었지만 데이터 부족으로 인해 예후는 상대적으로 알려져 있지 않다. 수술은 다른 동물에서 제한적인 성공을 보였지만 아직 말에서는 사례가 보고되지 않았다.